# 四日市市立博物館
四日市市立博物館（よっかいちしりつはくぶつかん、英語: Yokkaichi Municipal Museum）は、三重県四日市市にある公立博物館。四日市市の歴史に関する展示を行っており、プラネタリウムを併設している。

## 博物館の概説
5階建ての「そらんぽ四日市」は四日市市立博物館・プラネタリウム・四日市公害と環境未来館の3つの施設から成り、四日市市立博物館とプラネタリウムはその3 - 5階部分を占める。四日市公害と環境未来館とは展示が一体化しており、博物館が四日市公害以前の歴史と人々の暮らしについて、環境未来館が四日市公害以後の展示を行っている。総事業費はそらんぽ四日市全体で646,773千円である。
常設展示室は3階にある。県名「三重」の由来の解説に始まり、久留倍の村、四日の市、四日市宿、四日市湊と、時代を追って実寸で再現した当時の建物やマネキン人形を用いて展示を行っている。この「時空街道」と名付けられた常設展示は、弥生時代から江戸時代までを網羅している。また四日市市出身の作家・丹羽文雄ゆかりの品を展示する「丹羽文雄展示室」もある。
上述の常設展に加えて年間5回の特別展が開かれる。特別展示室は4階に設置されている。

### 改装前の博物館
改装前の四日市市立博物館は、1階を情報コーナー、2・3階を常設展示室、4階を特別展示室とし、5階はプラネタリウムであった。常設展は「伊勢湾（うみ）と鈴鹿山脈（やま）のある四日市の文化と生活環境」をテーマとし、四日市市を含む北勢地域の歴史についての展示を行っていた。四日市市平津新町で発掘されたアケボノゾウの骨格復元模型が入り口に置かれていた。展示は6つのテーマに区分され、地質時代から現代まで順に「北勢地域のおいたちと自然環境」、「元始・古代の人々の生活」、「四日市の四日市庭浦の成立」、「東海道と伊勢参宮道の賑わい」、「四日市港と近代産業の発展」、「戦災からの復興と都市の創造」となっていた。地学資料・考古資料や史料だけでなく、ジオラマを多用した展示が特徴であった。

## プラネタリウム
プラネタリウムは最上階の5階に設置されている。リニューアルに合わせて「GINGA PORT401」と命名され、宇宙旅行をコンセプトとした内装になっている。宇宙航空研究開発機構（JAXA）の協力を得て、宇宙服のレプリカや日本の宇宙開発に関する展示も行っている。
五藤光学研究所製の映写機「ケイロン401」は世界最多の約1億4千万個の星を投影し、そのうち約9,500個は星の色も再現している。この映写機により、6等星まで色を付けることができるようになった。プラネタリウムのドーム直径は18.5m、座席数は144席である。
プラネタリウムコンサートと題してCDの再生や生演奏を行いながらプラネタリウムを上映するという催しを開館以来続けている。

### 改装前のプラネタリウム
改装前のプラネタリウムは座席数150席であり、運営を担当した天文係の職員は6人であった。博物館の5階にあり、天文に関する展示も行っていた。投影可能な星の数は約25,000個で、五藤光学研究所製の導入当時最新鋭のプラネタリウム映写機「ヘリオス」を使用していた。「ヘリオス」はたびたび故障を起こした上、1等星しか着色ができなかった。なお「ヘリオス」は改装後の四日市市立博物館で保存・展示している。

## 歴史
四日市市では1984年（昭和57年）頃より、近鉄四日市駅前の三重県立四日市工業高等学校跡地27,000m2の開発を企図し、うち15,000m2に民間公募で松坂屋を核とするアムスクエアと四日市都ホテルおよび駐車場とし、残る敷地に「じばさん三重」と「四日市市立博物館」、「四日市市民公園」を一体整備することになった。そして1993年（平成5年）3月に鴻池組ほか3社の共同企業体による施工で建物が竣工し、同年11月2日に奈良大学教授の水野正好を館長（非常勤）に据えて開館した。総工費は約50億円であった。常設展に加え、「鯨・勇魚・くじら・クジラをめぐる民俗文化史」と題した開館記念特別展を開催し、そのカタログは第6回「美術展カタログ」コンクール・大阪1994の最優秀作品に選ばれた。開館当初の展示物は、実物400点、模造62点、ジオラマ6点、写真170点、映像13点に及んだが、四日市公害については解説文で軽く触れられた程度で公害の事実は無視される結果となり、公害の被害者らから非難を浴びた。また公害裁判資料の書証を博物館へ払い下げるよう求めた市民運動に対しては、時の四日市市長であった加藤寛嗣がストップをかけたとされ、四日市市史編纂事業で収集された資料の引き受け先として検討された際、「公害資料は古文書に該当しない」として公害関連資料の受け入れを拒否した。
1996年（平成8年）には移動天文車「きらら号」を購入し、年間50回程度市内外へ出張し、天体観測会を開催した。1998年（平成10年）および1999年（平成11年）時点では金曜日のみ開館時間を20時まで延長しており、延長開館の周知を目的に1998年はミュージアム・コンサートを毎月開催、1999年は「ヒーリングプラネタリウム」と銘打って神山純一の作曲した楽曲を流しながらプラネタリウムの上映を実施した。2002年（平成14年）7月20日には入館者数が100万人に達した。2006年（平成18年）12月9日には博物館内に丹羽文雄の応接間を東京都武蔵野市から移設した「丹羽文雄記念室」が完成、公開された。
2012年（平成24年）2月21日、3階の天井裏からコンクリートの塊が落下する事故が発生したが、閉館時間中であったためけが人は発生しなかった。翌2月22日から一部を閉鎖して修復作業を実施し、同年3月20日に全面復旧し全館再開となった。そして同年8月20日、博物館・プラネタリウムの改修と一体的に、四日市公害と環境未来館の整備が行われる方針であると朝日新聞が報じた。そうした中、2012年（平成24年）8月30日に入館者数が200万人を突破し、200万人目の小学生に星座早見表などが贈られた。
2014年（平成26年）5月12日よりリニューアルのため一時閉館となった。リニューアル開館を前に2015年（平成27年）3月19日、関係者向けに内覧会が開催された。そして3月21日に再開館を果たし、同時に環境未来館も開館した。プラネタリウムは8Kに更新され、映写できる星の数は世界一である。
2015年（平成27年）10月、環境未来館と博物館、プラネタリウムの3施設の総称が「そらんぽ四日市」に決定したと四日市市が発表した。同月29日に再開館後から数えて来館者数が5万人を達成し、12月27日にはプラネタリウムの入場者数が5万人を突破した。

## 利用案内
- 開館時間：9時30分 - 17時（入館は16時30分まで）
- 休館日：月曜日（祝日の場合は翌日）、年末年始、臨時休館日
- 入館料：無料（ただしプラネタリウムは有料、企画展は別料金）

### 交通
- 近鉄名古屋線・湯の山線近鉄四日市駅より西へ約400m、四日市市民公園の奥に立地する[37]。駅から徒歩約5分である[7]。